# 2023年ナゴルノ・カラバフ衝突
2023年ナゴルノ・カラバフ衝突（2023ねんナゴルノ・カラバフしょうとつ）は、アゼルバイジャンが2023年9月19日から9月20日にかけて、係争地のナゴルノ・カラバフを実効支配するアルメニア系のアルツァフ共和国（別名ナゴルノ・カラバフ共和国）へ行った軍事作戦。アゼルバイジャンは「対テロ作戦」と称している。
戦闘は24時間続き、9月20日に停戦合意が成立、アルツァフが事実上降伏する形で終結した。勝利したアゼルバイジャンはナゴルノ・カラバフの主権回復を宣言し、9月28日にはアルツァフ共和国大統領サンベル・シャフラマニャンが2024年1月1日までに国家が消滅することを宣言（アルツァフの解散については後に否定された）。30年以上にわたって続いたナゴルノ・カラバフをめぐる紛争は一夜にして大きな転換点を迎えた。

## 背景
アゼルバイジャン西部のナゴルノ・カラバフはアルメニア人が多く居住しており、領有権を巡りアゼルバイジャンとアルメニアは軍事衝突を繰り返してきた。1991年にアゼルバイジャンから独立を宣言したアルツァフ共和国が領有権を主張しており、一部を実効支配していた。しかしアルツァフの独立は国際的に認められておらず、ナゴルノ・カラバフは国際的にアゼルバイジャン領と認識されていた。
ソビエト連邦にアルメニア人の自治州としてナゴルノ・カラバフ自治州がアゼルバイジャン・ソビエト社会主義共和国内に設置されていた。1988年よりアゼルバイジャンとアルメニアの対立は激化し、ナゴルノ・カラバフ戦争（第一次ナゴルノ・カラバフ戦争）が勃発した。戦争はアルメニアの勝利に終わり、アルツァフが旧自治州の大部分と周辺地域を実効支配した。その後も散発的な戦闘は続いたが、2020年ナゴルノ・カラバフ紛争（第二次ナゴルノ・カラバフ戦争）ではアゼルバイジャンが大きな勝利を収め、停戦協定で領土の大部分を奪還した。アルメニアとアルツァフを結ぶラチン回廊は、紛争収拾を仲介したロシアが平和維持部隊として駐留した。
2020年の紛争以降、アゼルバイジャンはアルメニア人の民族自決を否定し、代わりにアゼルバイジャンへの「統合」を主張するようになった。
2022年12月12日、ラチン回廊をアゼルバイジャン人の自称「環境活動家」が占拠し、アルツァフ＝アルメニア間の交通が遮断されたことで、アルメニアから輸入に頼るアルツァフは深刻な物資不足に陥った。2023年3月よりアゼルバイジャンは停戦協定に反してラチン回廊周辺のアルツァフ・アルメニア領を占拠し、軍事拠点を建設した。またラチン回廊の迂回を試みるアルツァフ側の活動を武力で制圧した。4月23日、停戦協定に反してアゼルバイジャンはラチン回廊に検問所を建設し、回廊を占拠していた「環境活動家」は解散した。
一連の封鎖により、アルツァフでは人道危機が深刻化した。2023年7月末時点で国民の殆どが1日1食（パン1-2枚）という状態で、燃料不足とアゼルバイジャン軍の妨害により自国産の作物は満足に流通していない。赤十字国際委員会は物資支援を試みたがアゼルバイジャンに阻止された。ロシアの平和維持部隊はどちらにも加担しない姿勢を見せ、アルツァフはアゼルバイジャン側の封鎖に対して何の措置も講じなかったことを非難した。
9月5日にレムキン・ジェノサイド防止研究所（Lemkin Institute for Genocide Prevention）が発表した報告書によると、「アゼルバイジャンが近い将来、アルツァフへの軍事侵攻を計画しているという憂慮すべき証拠がある」と述べ、アルメニア人に対する民族浄化を警告した。

## 戦闘の経過

### 9月19日

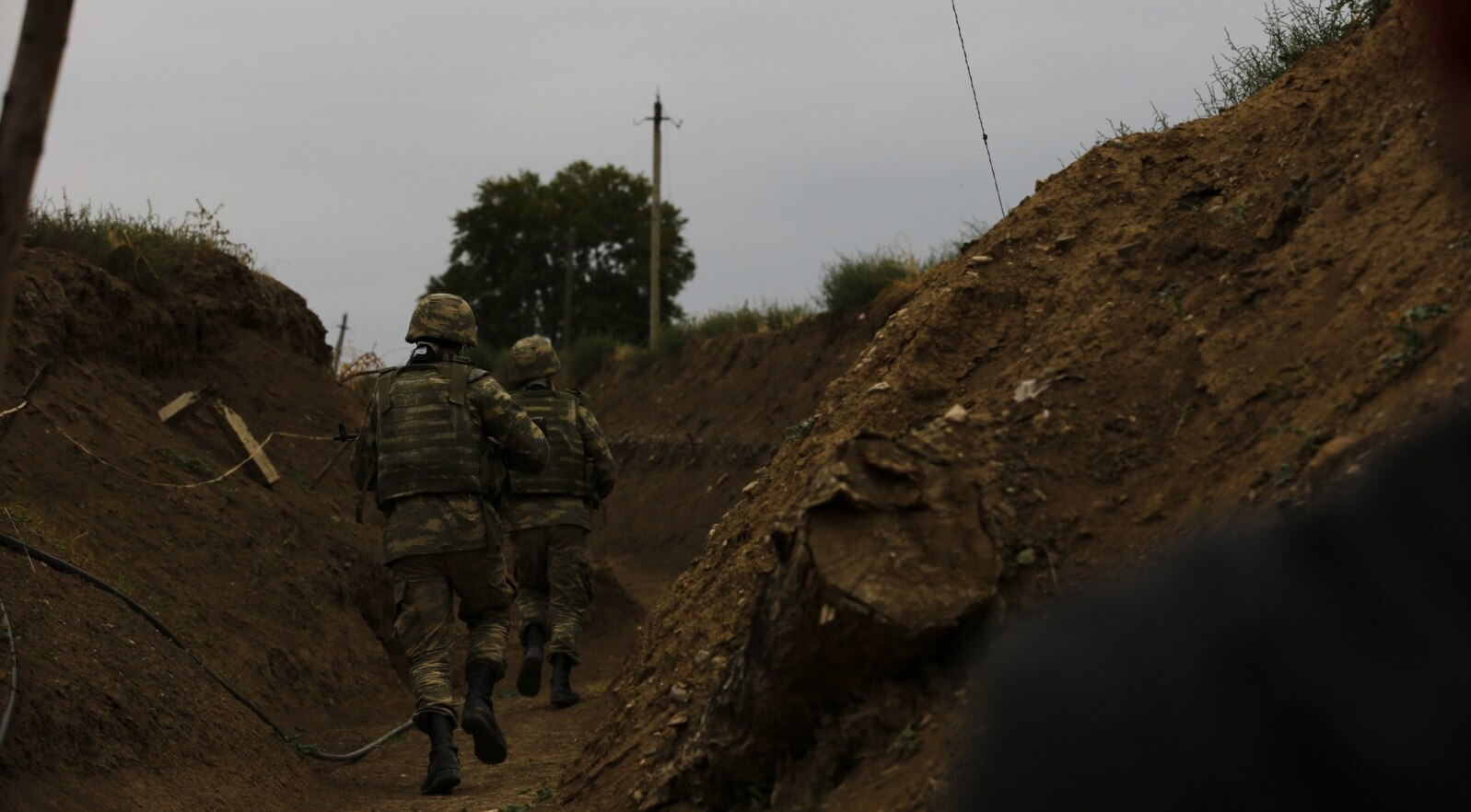
塹壕の中を移動するアゼルバイジャン兵

9月19日、アゼルバイジャン外務省はアルツァフとの「国境」があるホジャヴェンド県で、アルメニアの治安部隊が設置した地雷によって少なくとも6人が死亡したと発表した。その数時間後、アゼルバイジャン国防省は「ナゴルノ・カラバフにおける対テロ活動」の開始を発表した。国防省は声明でナゴルノ・カラバフからのアルメニア軍の完全撤退と、アルメニア分離主義者の政権（アルツァフ共和国）の解体を要求した。
アゼルバイジャン外務省は作戦の攻撃目標をアルメニア軍の軍事施設とし、民間人が居住する地域には攻撃を行わないと説明しているが、実際にはアルツァフの首都ステパナケルトをはじめとする主要都市のすぐ近くで空爆が行われた。またアゼルバイジャン国防省は後の声明で、民間人の避難を保証する「人道回廊と受け入れ地点」を設置したと発表し、SMS、リーフレット、SNSを通じて配信されたが、受け取ったアルツァフの住民の民族浄化への懸念を引き起こした。
午後遅くにアルツァフ政府は声明を発表し、アゼルバイジャンに対して敵対行為の即時停止と交渉を申し出た。これに対し、アゼルバイジャン大統領府はアゼルバイジャン領のイェヴラフで交渉の準備ができていると述べた。同時に、ナゴルノ・カラバフのアルメニア人政府と軍隊が解散されない限り、アゼルバイジャンは攻撃を続けることを強調した。
この日までに、アゼルバイジャン側は60以上の軍事施設を占拠したと発表した。アルツァフの人権活動家は25人の死者（うち2人は民間人）と138人の負傷者が出ていることを公表した。

### 9月20日

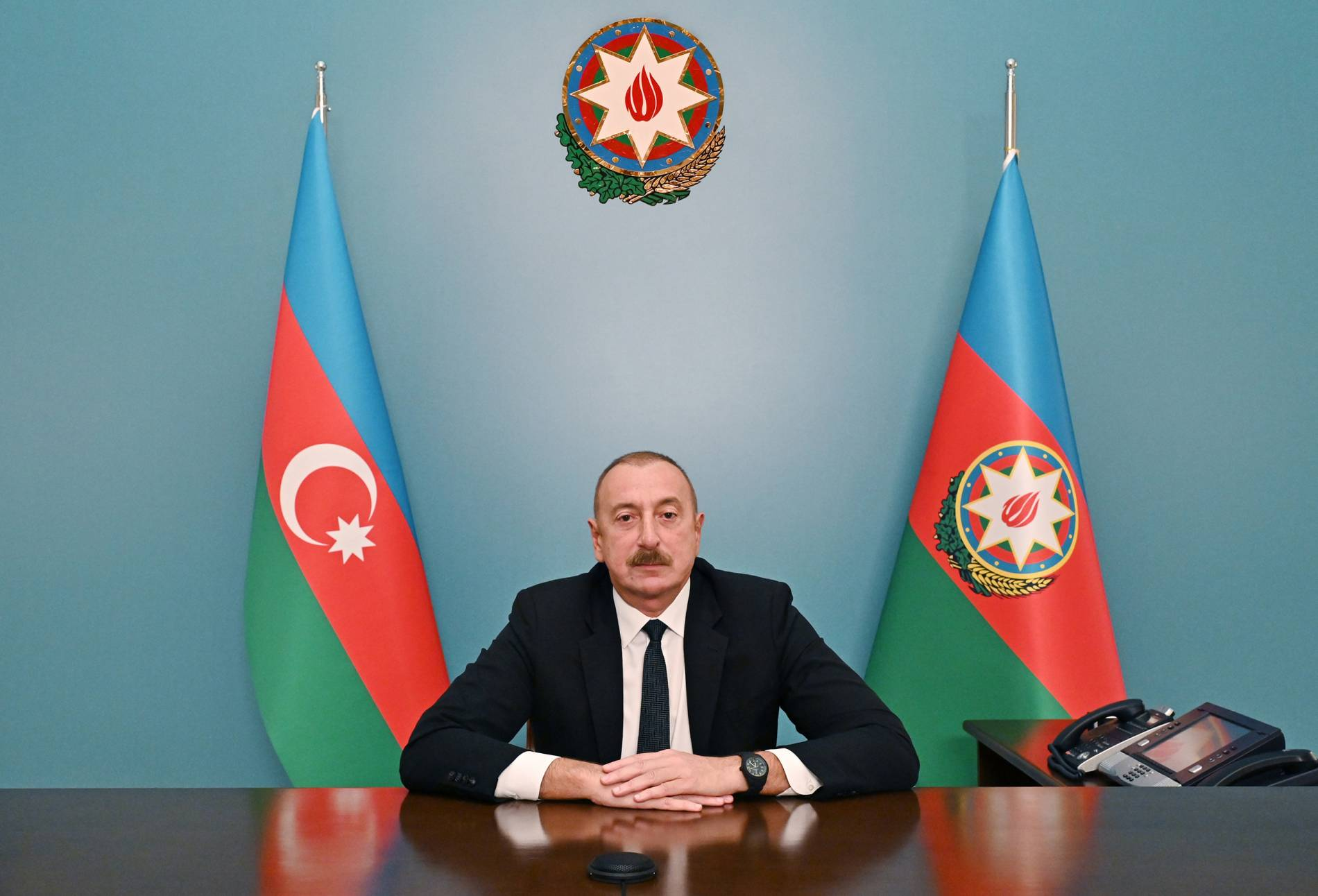
停戦を受け、演説を行うイルハム・アリエフ（9月20日）

アルツァフ東部のマルトゥニ（アゼルバイジャン語名ホジャヴェンド）の市長が、アゼルバイジャン軍の攻撃により死亡した。
アルツァフは、ロシアの停戦提案を受け入れたと発表した。アゼルバイジャンも停戦に合意し、9月21日にイェヴラフにてアゼルバイジャンとアルメニア人の代表者との間でアルメニア人居住地の将来についての協議が行われる予定であるとされた。

## 余波

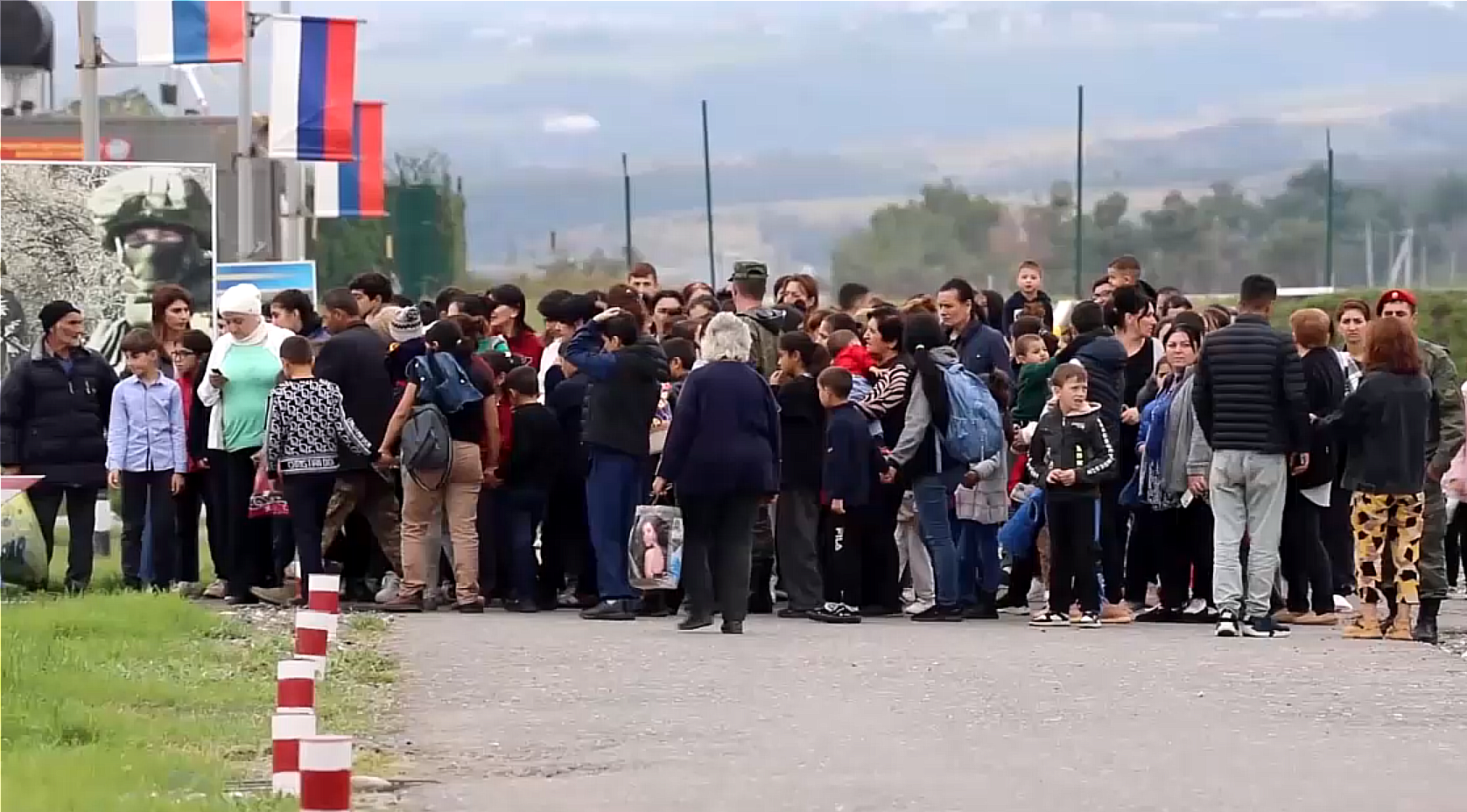
アルツァフの難民

9月21日、予定通りイェヴラフでアゼルバイジャン政府とアルメニア人の代表者間の協議が開催されたが、「再統合」に関しては最終合意に至らなかった。9月22日、停戦合意に基づきアルツァフはロシア平和維持部隊へ兵器の引き渡しを開始した。
アゼルバイジャンはアルメニア人の権利を保障すると表明しているが、アルツァフに住むアルメニア人は民族浄化を恐れ脱出を開始した。9月24日にアゼルバイジャンがラチン回廊を開放すると、続々と難民が検問所へ押し寄せた。

### 9月25日
ステパナケルト近郊のBerkadzorのガソリンスタンドで爆発事故が発生した。発生直後は300人以上が死傷したとみられ、アルメニア保健省の発表によれば125人が死亡、アルツァフのオンブズマンによれば少なくとも65人が死亡、105人が行方不明、300人以上が負傷したとしている。のちにアルツァフ当局は死亡者が200人に達したと発表した。
アルメニア政府は、アルメニア系の住民が25日までに5000人近くに避難したと発表。

### 9月27日
アゼルバイジャン政府は、今回の戦闘で192人の兵士が死亡、治安当局がアルツァフ共和国の首相を務めていたルベン・バルダニャンを逮捕したと発表。

### 9月28日
アルメニア政府は同日までに6万5千人が自国に避難したと発表。アルツァフ共和国のサンベル・シャフラマニャン大統領は2024年1月1日をもって組織を解体することを発表した。

### 9月29日
アルツァフの首都ステパナケルト（アゼルバイジャン語の名称はハンケンディ）でアゼルバイジャン警察のパトロールが確認された。

### 10月以降
10月4日までにシャフラマニャン大統領および10万632人のアルツァフ国民がアルメニアへ脱出した。それに伴い、アルツァフはアゼルバイジャンの実効支配下に置かれ、アルツァフの政府機能はアルメニアの首都エレバンへ移った。
10月15日、アゼルバイジャンのイルハム・アリエフ大統領はナゴルノ・カラバフの都市を相次いで訪問し、ステパナケルトのアルツァフ大統領府前にアゼルバイジャンの国旗を掲げた。17日、アリエフ大統領はナゴルノ・カラバフ問題の解決を宣言した。
20日、シャフラマニャン大統領は大統領令によるアルツァフの解散を否定する声明を発表した。12月22日にシャフラマニャン大統領は改めてアルツァフの解散を否定し、2024年1月1日以降もアルツァフ政府は存続する方針を示した。

## 反応

国際的な反応を示した地図。

### アゼルバイジャン
大統領外交政策顧問のヒクメト・ハジエフは、アルメニア人が白旗を掲げて武装解除するまで交渉は行わないと述べた。同時に、アルメニアに攻撃目標はないと付け加えた。

### アルメニア
国防省はナゴルノ・カラバフに軍人や軍事施設は存在しないと説明している。外務省はロシア連邦の平和維持部隊に対し、「アゼルバイジャンの侵略」に介入し阻止するように要請した。軍事作戦が始まった9月19日、ニコル・パシニャン首相はナゴルノカラバフ紛争の調停役3カ国のうちアメリカ合衆国、フランスと協議したが、ロシア連邦大統領ウラジーミル・プーチンとの電話は20日までできなかった。
首都エレヴァンではパシニャン首相の辞任を求めるデモが広がり、警察と衝突した。
10月24日にアルメニア系メディアのHraparakは、パシニャンがアルツァフ解散命令に署名するようシャフラマニャン大統領に個人的な呼びかけを行っていたと報じた。

### ロシア
9月19日、ロシア連邦外務省は「ナゴルノ・カラバフ情勢の急激な悪化を警戒している」と述べ、ロシア平和維持部隊はアルツァフ当局と緊密に連絡を取り合っていることを発表した。
ロシアとアルメニアは集団安全保障条約の同盟国だが、ロシア平和維持部隊の対応や2022年のアゼルバイジャンとの軍事衝突で支援を受けられなかったことで関係が悪化しており、アルメニアはロシアの一層の関与を引き出そうと「瀬戸際戦術」のような態度に出ていた。プーチン大統領に逮捕状を出している国際刑事裁判所への加盟に向けた動きをしたり、9月初めにパシニャンの事実上の妻アンナ・ハコビャンが2022年ロシアのウクライナ侵攻でロシアの敵国であるウクライナを公式訪問し、ウクライナ大統領ウォロディミル・ゼレンスキーと会談した。また同月にアメリカ合衆国との合同軍事演習をアルメニアで実施した。
結果的にアルメニアの戦術は逆効果であり、プーチンはパシニャン政権について「ナゴルノカラバフにアゼルバイジャンの主権が及ぶことを認めた」と発言し、ロシア連邦安全保障会議副議長ドミートリー・メドヴェージェフはTelegramにてアルメニアの一連の「非友好的な行動」を引き合いに出してパシニャンを激しく非難し「ロシアはアルメニアを支援しない」と示唆した。
ロシア大統領報道官ドミトリー・ペスコフも9月20日「今回の軍事作戦は法的にアゼルバイジャンが自国領で行ったものだ」と突き放した。
停戦合意は「ロシアの平和維持部隊」が仲介したが、アルメニア側を擁護しなかった。

### トルコ
ハーカン・フィダン外務大臣はアゼルバイジャンの軍事作戦を「正当な措置」と述べ、アゼルバイジャンへの外交支援を申し出た。レジェップ・タイイップ・エルドアンは国際連合の演説で、「ナゴルノ・カラバフはアゼルバイジャン以外の主権を認められない」とし、トルコはアゼルバイジャンの領土保全と共に行動すると述べた。

### その他
- 日本：上川陽子外務大臣は9月20日に外務大臣談話を発表し、敵対行為の即時停止とアゼルバイジャンの軍事活動の停止を強く求めた[58]。
- アルゼンチン：アルベルト・フェルナンデス大統領は国連の演説でアゼルバイジャンのラチン回廊封鎖を非難し、「新たな迫害」を未然に防ぐために積極的に行動するよう国際社会に要請した[59]。
- フランス：カトリーヌ・コロナ外務大臣は本作戦を「不当で容認できない」とし、ナゴルノ・カラバフのアルメニア人の運命はアゼルバイジャンに責任があると強調した[60]。
- ドイツ：オラフ・ショルツ首相は問題解決の行き詰まりを招くとして、作戦の中止を求めた[60]。
- アメリカ合衆国：アントニー・ブリンケン国務長官は「深い懸念」を示し、作戦の即時中止を求めた。上院外交委員会は「アゼルバイジャンは現地のアルメニア人を一掃しようとしている」とし、アメリカと国際社会に行動を促した。一方、ブラッド・シャーマン（英語版）下院議員はアルツァフの封鎖を含めた「アゼルバイジャンが引き起こした危機」が終了するまで、アメリカ合衆国は軍事援助を行わないことを明らかにした[61]。
- ウズベキスタン：上院はアゼルバイジャンの支持を表明[62]。
- バチカン：フランシスコ教皇は「すべての当事者に対して戦闘の停止し、平和的解決を見つけるために努力する」よう呼びかけた[63]
- 欧州連合：アゼルバイジャンに対して、軍事作戦の停止を求めた[64]。
- 国際連合：アントニオ・グテーレス事務総長は声明で、戦闘の即時停止を求めた。

## 2025年のアゼルバイジャンとアルメニアの和平宣言
2025年8月8日、アゼルバイジャンのアリエフ大統領と、アルメニアのパシニャン首相はアメリカ合衆国大統領ドナルド・トランプの仲介により同国首都ワシントンで、和平に向けた共同宣言に署名した。3カ国は、アゼルバイジャン本国と飛び地のナヒチェヴァン自治共和国をアルメニア領経由で結ぶ「国際的な平和と繁栄のトランプ回廊」設置でも合意した。